# Katastrofa samolotu Embraer 120 Brasilia (2020)
Katastrofa samolotu Embraer 120 Brasilia – wypadek lotniczy samolotu Embraer EMB 120 Brasilia, należącego do linii lotniczych African Express Airways, do którego doszło 4 maja 2020 w Berdale w Somalii. Samolot został zestrzelony przez żołnierzy Etiopskich Sił Obrony Narodowej. W wyniku wypadku śmierć poniosło 6 osób (4 pasażerów i 2 członków załogi) – wszystkie osoby, które znajdowały się na pokładzie. 

## Tło
Samolot przewoził środki medyczne, potrzebne w walce z pandemią Covid-19, a także moskitiery.

## Zestrzelenie
Raport stwierdził, że wojska etiopskie ostrzelały samolot, ponieważ ten nadleciał w niestandardowy sposób i wykazywał nieregularny tor lotu, co doprowadziło żołnierzy do wniosku, że samolot może brać udział w ataku samobójczym. W raporcie przytoczono „brak komunikacji i świadomości” wśród żołnierzy etiopskich. Urzędnicy podkreślili jednak, że raport zawiera wyraźnie widoczne sprzeczności i błędy merytoryczne, a komisarz Unii Afrykańskiej ds. pokoju i bezpieczeństwa, stwierdził, że siłom pokojowym brakuje wiedzy specjalistycznej, aby jednoznacznie ustalić przyczynę katastrofy.
W oświadczeniu AMISOM poinformował, że samolot zbliżał się od zachodu, podczas gdy zwyczajowy kierunek lądowania był od wschodu. Samolot następnie przeleciał nad lotniskiem na małej wysokości, krążąc po okolicy. Etiopscy żołnierze wierzyli, że był to samolot samobójczy próbujący znaleźć cel w bazie. Następnie został zestrzelony przy użyciu armaty przeciwlotniczej ZU-23.
Oprócz zbadania samej katastrofy przywódcy somalijscy zastanawiali się, dlaczego wojska etiopskie pozostające poza władzami sił pokojowych prowadzą operacje zbrojne w Somalii.